# Anubis dissitus
Anubis dissitus là một loài bọ cánh cứng trong họ Cerambycidae.